# Józef Alfred Strauch
Józef Alfred Strauch, także Alfred Strauch (ur. 1877 w Warszawie, zm. 5 czerwca 1934 w Łodzi) – polski księgarz, właściciel łódzkiej księgarni i wydawca książek.

## Biogram
Początkowo prowadził księgarnię w Warszawie przy ul. Niecałej 8, ale w 1903 r. przeniósł ją do Łodzi. Po otrzymaniu 12 grudnia 1903 r. koncesji, uruchomił w lokalu przy ul. Mikołajewskiej (obecnie ul. H. Sienkiewicza) 4 księgarnię z antykwariatem i wypożyczalnią książek, początkowo prowadzoną wspólnie z S. Szengolcem. Po usamodzielnieniu się w marcu 1904 r. przeniósł księgarnię na ul. Dzielną (obecnie ul. G. Narutowicza) 24. W 1916 r. działała przy tej samej ulicy pod nr 16, po 1919 r. przy tej samej ulicy pod numerem 12/14. Nosiła kolejno nazwy: „Nauka”, później „Czytelnia Powszechna”, a jeszcze później „Nowości”. Był także wydawcą, wydał 17 książek z dziedziny ekonomii, filozofii i higieny w serii „Nowa biblioteka samokształcenia”. Pierwszą była wydana w 1905 r. Krytyka ekonomii politycznej Fryderyka Engelsa. Drukowane były m.in. w drukarni Adama Karskiego w Łodzi.
Był uczestnikiem I zjazdu księgarzy polskich zorganizowanego w 1911 r. Był członkiem koła łódzkiego Związku Księgarzy Polskich, w 1926 r. był skarbnikiem koła.
Jego księgarnia stanowiła miejsce spotkań artystów i literatów. 30 czerwca 1927 r. sprzedał księgarnię Waldemarowi Glückowi. Zajął się następnie organizowaniem działalności artystycznej, organizował m.in. koncerty światowej sławy artystów, występujących w sali koncertowej Ignacego Vogla przy ul. Dzielnej 20 (późniejszej siedzibie Filharmonii Łódzkiej, tamten gmach i tamta sala obecnie nie istnieje, zastąpiony nowym, współczesnym budynkiem). Sprowadził z Berlina kabaret „Niebieski Ptak”. Miał też udziały w kinie „Splendid” na tej samej posesji, w głębi, za salą Vogla. Zbankrutował.
Po bankructwie pracował w ówczesnej sali koncertowej, gdzie był źle traktowany, i nie mając środków do życia popełnił samobójstwo wieszając się na galerii sali koncertowej. Przez przedwojennego i powojennego łódzkiego dziennikarza określony jako „wybitny animator kultury muzycznej w Łodzi”. Czytelnię i wypożyczalnię od 1909 r. prowadziła żona, Rywka (Regina z d. Cynamon), która zmarła wkrótce po jego śmierci, 8 czerwca 1934 r.
Został pochowany na cmentarzu Doły w Łodzi.